# Lambsheim
Lambsheim település Németországban, Rajna-vidék-Pfalz tartományban. Lakosainak száma 7063 fő (2023. december 31.).

## Népesség
A település népességének változása:
| Lakosok száma | 5420 | 6916 | 6955 | 7072 | 7077 | 7063 |
|               | 1975 | 2017 | 2019 | 2021 | 2022 | 2023 |